# كريس مايكلز
كريس مايكلز (بالإنجليزية: Chris Michaels)‏ هو مصارع رياضي أمريكي، ولد في 13 يوليو 1961 في باي شور في الولايات المتحدة.

## وصلات خارجية
- كريس مايكلز على موقع CageMatch worker (الإنجليزية)

- كريس مايكلز على موقع IMDb (الإنجليزية)